# Carl von Noorden (medicinare)
Carl Harko Johannes Hermann von Noorden, född 13 september 1858 i Bonn, död 26 oktober 1944 i Wien, var en tysk medicinare, främst känd som diabetesläkare; son till historikern Carl von Noorden. 
Noorden blev 1893 professor, 1894 överläkare vid stadssjukhuset i Frankfurt am Main och efterträdde 1906 Hermann Nothnagel som professor i speciell medicinsk patologi och terapi vid Wiens universitet. Han lämnade 1913 denna professur och överflyttade till Frankfurt am Main som honorärprofessor i inre medicin. 
Noorden utövade en omfattande vetenskaplig verksamhet och gjorde sig känd för den så kallade Noordenkuren, en form av diet för behandling av svår diabetes. Han utgav bland annat Die Zuckerkrankheit (1895; femte upplagan 1910) och Die Fettsucht (1897; andra upplagan 1910) samt redigerade en omfattande Handbuch der Pathologie des Stoffwechsels (1893; andra upplagan, två band, 1906-07). Hans huvudarbete är Allgemeine Diätetik (tillsammans med H. Salomon, I, 1920). Han blev 1913 ledamot av Vetenskapssocieteten i Uppsala.